# Zofia Rudoszańska-Iwaszkiewiczowa
Zofia Rudoszańska-Iwaszkiewiczowa ps. Nieudolny Pedagog (ur. 9 listopada 1885 w Częstochowie, zm. 14 lipca 1971 w Gdańsku) – pedagożka, działaczka ruchu nauczycielskiego i kobiecego.

## Życiorys

### Życie prywatne
Była córką prawnika Feliksa Cieszewskiego i Kazimiery Zawadzkich. Wychowała się w Zamościu i Zawierciu. Ukończyła z wyróżnieniem gimnazjum rosyjskie w Piotrkowie. W czasie nauki należała do tajnych kółek uczniowskich.
Ze względu na chorobę ojca i konieczność wsparcia rodziny zrezygnowała ze studiów na Uniwersytecie Paryskim, choć została na niego przyjęta. Po śmierci ojca w 1905 przeprowadziła się wraz z rodziną do Warszawy, aby pomóc w kształceniu rodzeństwa.
W 1910 poślubiła Janusza Rudoszańskiego-Iwaszkiewicza. W czasie powstania warszawskiego Niemcy rozstrzelali jej męża, a syna Jana Witolda (Janusza), urodzonego w 1916, prawnika, wywieźli do obozu.

### Kariera
Po ukończeniu szkoły (1903), mając dyplom domowej nauczycielki matematyki i języka rosyjskiego (według innych relacji polskiego), objęła stanowisko nauczycielki matematyki dla klas młodszych i została opiekunką internatu na pensji Pauliny Hewelke w Warszawie (współcześnie IX Liceum Ogólnokształcące im. Klementyny Hoffmanowej w Warszawie). Uczestniczyła w dwuletnich kursach matematyczno-fizycznych prowadzonych przez prof. Samuela Dicksteina (na późniejszej Wolnej Wszechnicy Polskiej), które ukończyła w 1908, oraz na tzw. latającym uniwersytecie (późniejsze Towarzystwo Kursów Naukowych).
W 1905 włączyła się w pracę społeczno-oświatową. Pracowała na tajnych kursach dla dorosłych oraz w uniwersytecie ludowym Polskiej Macierzy Szkolnej. Na Zamojszczyźnie działała na rzecz przeprowadzenia uchwał o wprowadzeniu do urzędów gminnych języka polskiego. Wraz z Teodorą Męczkowską działała w Stowarzyszeniu Nauczycielstwa Polskiego, do którego zarządu została wybrana w 1910. W 1914 powołano ją do Komisji Pedagogicznej, prowadzonej przez SNP, która opracowała projekt organizacji szkolnictwa w niepodległej Polsce. W latach 1917–1924 brała udział w organizacji szkolnictwa w Warszawie, w 1924 jako delegatka Wydziału Oświaty m. st. Warszawy. Specjalizowała się w oświacie pozaszkolnej. Należała do Rady kursów dla dorosłych oraz sekcji polskiej międzynarodowej „Ligi Nowego Wychowania”.
Pracowała zawodowo jako nauczycielka. W latach 1908–1934 była zatrudniona w gimnazjum Cecylii Plater-Zyberk. W 1923 przy Państwowym Instytucie Pedagogicznym w Warszawie ukończyła dwuletni kurs pedagogiki oraz napisała prace dyplomową Nauczanie arytmetyki w szkołach Komisji Edukacji Narodowej, która została wydana. Dokształcała się na Uniwersytecie Warszawskim (matematyka, pedagogika i psychologia). W 1917 zaczęła studia na Wydziale Filozoficznym jako wolna słuchaczka, w latach 1919–1921 studiowała pełnoprawnie. W 1926 zdobyła dyplom nauczycielki matematyki w szkołach średnich.
Walczyła o równość i poziom kształcenia dla kobiet oraz publikowała na ten temat. Uczestniczyła w kongresach międzynarodowych, działając na rzecz ujednolicenia programów szkół żeńskich i męskich. W 1934 utraciła pracę na mocy decyzji Zarządu Komisarycznego, który przejął administrację miejską w Warszawie, a któremu nie podporządkowała się, nie chcąc upolityczniać procesu zatrudnienia w Sekcji Oświaty Pozaszkolnej Wydziału Oświaty i Kultury przy magistracie w Warszawie, którą kierowała w latach 1927–1934.
Po 1918 należała do Towarzystwa Nauczycieli Szkół Średnich i Wyższych. Była w nim m.in. członkinią zarządu głównego, przewodniczącą komisji rozjemczej i przewodnicząca komisji ds. szkolnictwa żeńskiego. Była członkinią zarządu Rady Narodowej Polek. Od 1934 działała w Polskiej Macierzy Szkolnej, gdzie pełniła funkcję wiceprezeski zarządu na województwa wileńskie i nowogródzkie. Po przymusowym przejściu na emeryturę przeniosła się bowiem do Wilna, gdzie mąż wykładał na Uniwersytecie Wileńskim. Przeprowadziła ankietę na temat znaczenia rodziny w życiu robotnika, która stała się podstawą do referatu wygłoszonego na kongresie międzynarodowym w Brukseli w 1935. Była członkinią Zarządu Głównego Towarzystwa Nauczycieli Szkół Średnich i Wyższych oraz wiceprzewodniczącą zarządu Fédération Internationale des Femmes Diplommées. W radio wygłaszała odczyty, publikowała w prasie. Była przewodniczącą Związku Pań Domu.
W czasie II wojny światowej brała udział w tajnym nauczaniu w zakresie szkoły średniej. Udostępniała książki z księgozbioru PMS. Uniknęła aresztowania, gdy nielegalnie, wraz z rodziną, w lutym 1944 przeprowadziła się do Warszawy. Tam uczyła na tajnych kompletach szkolnych. Po powstaniu warszawskim trafiła do obozu w Pruszkowie. Kiedy ją zwolniono, zamieszkała w majątku krewnych w powiecie grójeckim, gdzie organizowała dzieciom wiejskim naukę.
Po 1945 pracowała w Grójcu na kursach dla nauczycieli i maturzystów. Po przeprowadzce do Krakowa pracowała w Gimnazjum im. H. Sienkiewicza na kursach maturalnych oraz w Instytucie Szerzenia Kultury i Oświaty. Wróciła do Warszawy w 1974 i podjęła pracę w szkole dla oficerów i w Liceum im. H. Kołłątaja. Od 1948 pracowała w Liceum Ogólnokształcącym nr 13 im. Narcyzy Żmichowskiej. Na emeryturę przeszła w 1961, choć pracowała jeszcze na pół etatu oraz udzielała lekcji prywatnych.
Została odznaczona Orderem Świętego Sawy, Złotym Krzyżem Zasługi (1938) i Krzyżem Kawalerskim Orderu Odrodzenia Polski (1954).
W maszynopisie, w posiadaniu syna, pozostaje jej Pamiętnik nauczycielki.
Została pochowana na Cmentarzu Srebrzysko w Gdańsku.